# Nuage moléculaire 1 du Taureau
Le nuage moléculaire 1 du Taureau (TMC-1 pour l'anglais Taurus Molecular Cloud 1) est un nuage moléculaire situé à environ 125 pc (∼408 al) de la Terre dans la constellation du Taureau.
Avec le nuage moléculaire 2 du Taureau ou le nuage de Kutner (TMC-2), il est un des nuages individuels du complexe Taureau-Cocher, une formation en groupes d'étoiles .
À la suite de la découverte de la vague de Radcliffe (2020), le nuage moléculaire est considéré comme objet le plus proche du Soleil dans cette vaste structure, dans le bras spiral de la Voie lactée. De surcroît, de nos jours, il s'agit de la région la plus proche du système solaire dans laquelle est observée la formation de nouvelles étoiles.
Ce nuage est de nos jours indispensable, pour l'étude de l'origine de composés organiques autant que celle de la formation de l'étoile.
L'origine de ce nuage est l'explosion de plusieurs supernovæ qui firent former une immense bulle de poussière interstellaire dans cette région, il y a 22 millions années.

## Observation en lumière visible

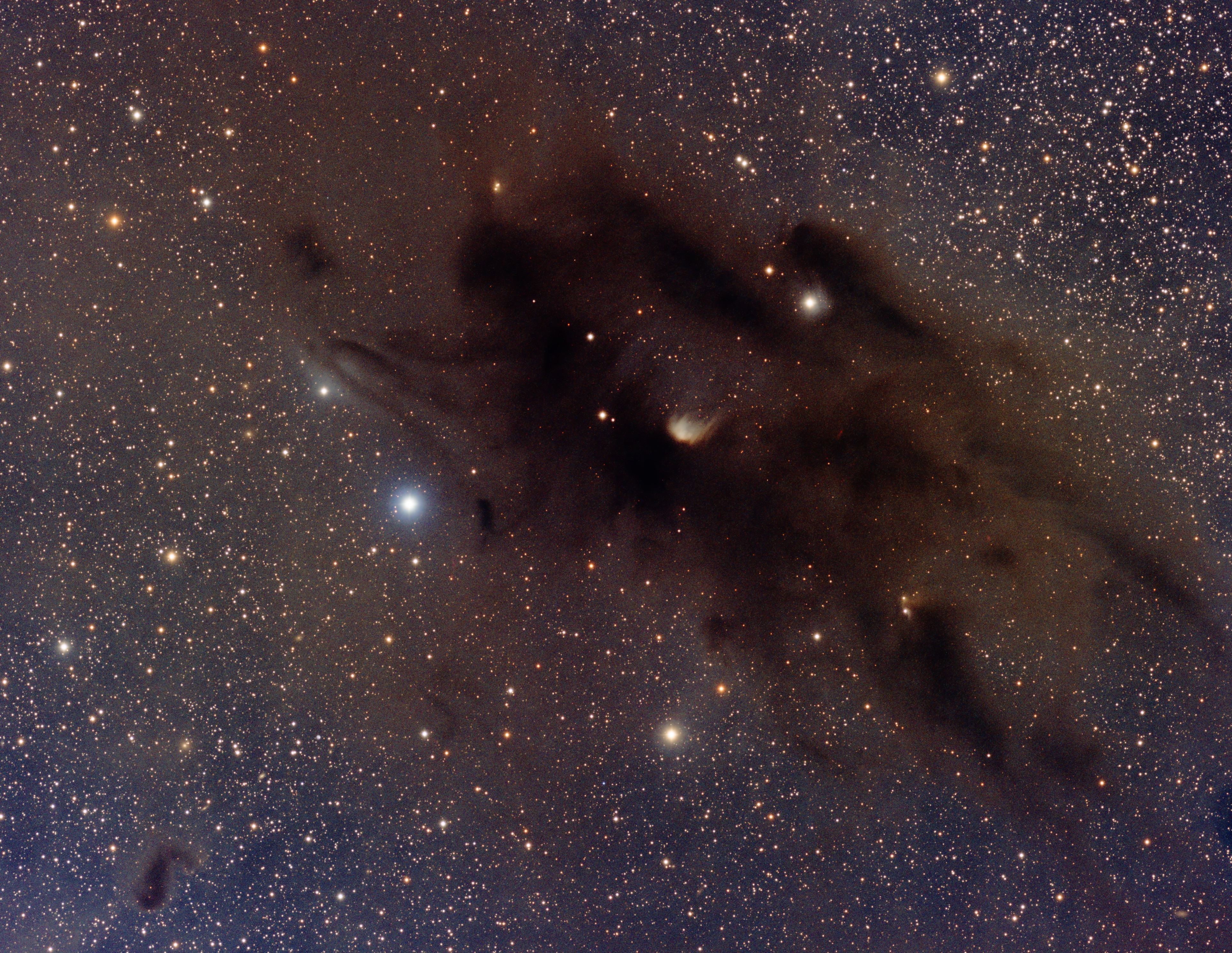
Image du nuage moléculaire 1 du Taureau en lumière visible. Au centre, T Tauri et NGC 1555.

En lumière visible, le nuage moléculaire 1 du Taureau est un nuage très obscur. Il est impossible de l'observer à l'œil nu, en dépit de sa proximité de la Terre. Car, dans cet objet, il n'existe pas d'étoile capable de l'éclairer, faute de fusion nucléaire. De surcroît, il manque de région HII qui est très lumineuse. Seules exceptions sont l'étoile rouge T Tauri (IC2087 IRS) et la nébuleuse NGC 1555, qui est éclairée par la T Tauri. Ces objets sont situés au centre de l'image. Près du nuage, à l'extérieur, il y a un group de petites étoiles, DO Tau, GM Tau et HV Tau en triple système (en bas et à gauche).
Ce nuage fut découvert par John Russell Hind en 1852, lorsqu'il observait la nébuleuse NGC 1555.
Tout comme l'observation à l'œil nu, il est difficile à photographier le nuage du Taureau. C'était Edward Emerson Barnard qui réussit à prendre les premières images de cet objet, le 9 janvier 1907. Mais il lui fallait 25,4 cm et 15,2 cm de lentilles optiques et 5 heures et 28 minutes d'exposition .
En dépit de son obscurité profonde, l'astronome américaine Beverly Turner Lynds y distinguait un certain nombre de nébuleuses obscures. Elle publia en 1962 son Catalogue of Dark Nebulae, comptant 1802 nébuleuses dans les constellations de Taureau et de Cocher. Parmi eux, les L1495, L1521, L1524, L1527, L1529, L1536 et L1544, qui étaient déterminés par Lynds, se trouvent dans le nuage moléculaire de Taureau. Une partie de la nébuleuse L1495 se trouve également dans le catalogue de Barnard, en tant que B213,.

## Observation en infrarouge
Le nuage reste très froid et sans lumière, tout comme d'autres nuages moléculaires. En 2007, l'équipe dirigée par David Nutter s'aperçut que la périphérie du nuage n'a que 12 K alors qu'au centre, la température chute jusqu'à 8 K. 
Or, les observations en infrarouge permettent d'obtenir des images qui présentent la formation des étoiles en taille modeste. Dans le nuage, se cachent plusieurs nébuleuses obscures, objets Herbig-Haro et jeunes objets stellaires, qui caractérisent le nuage du Taureau. 

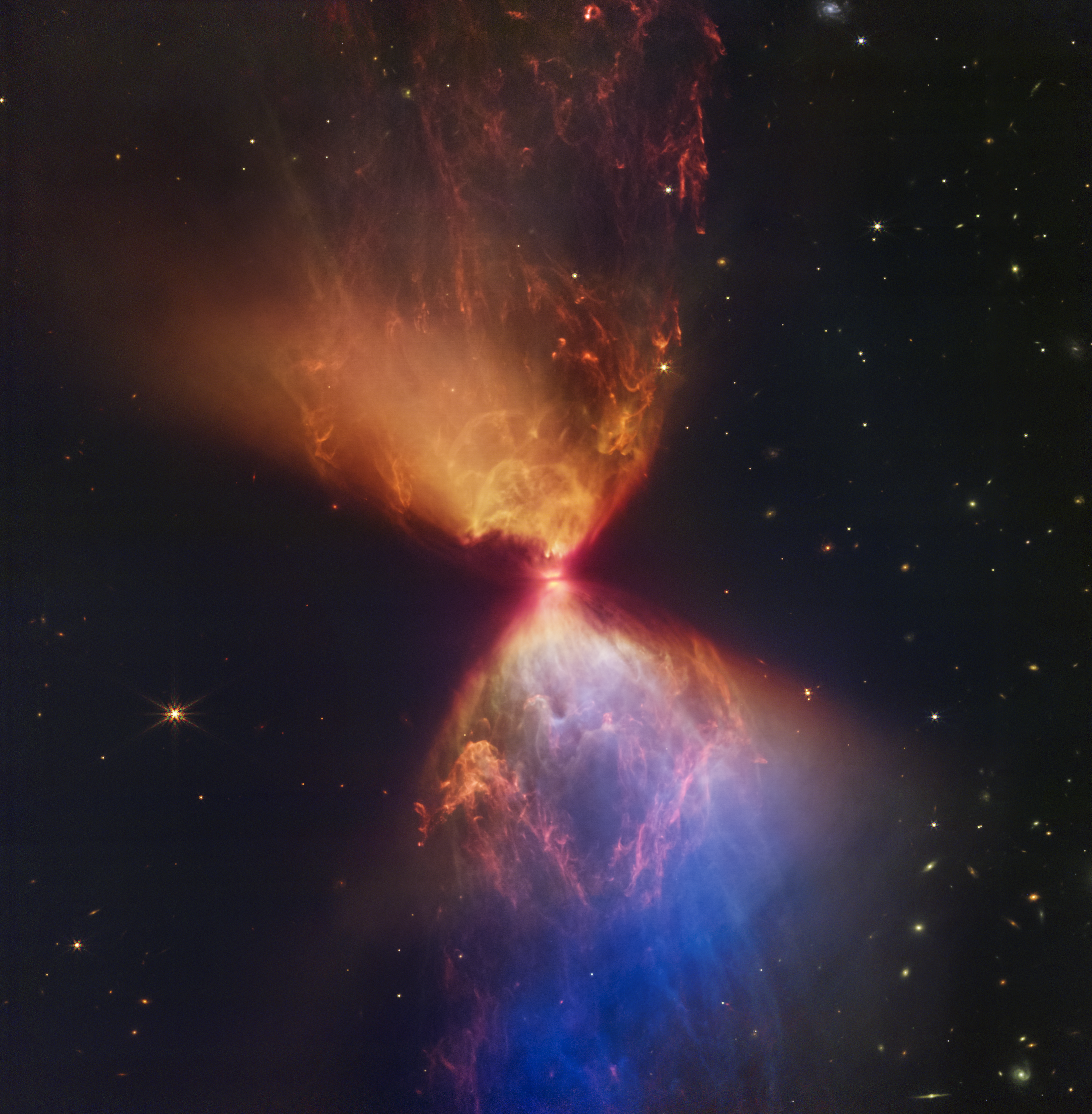
Image du proto-étoile L1527 IRS, prise en 2022 par le télescope spatial James-Webb en infrarouge.

Ainsi, l'objet L1527 IRS est une jeune proto-étoile en phase de transition, entre classe 0 et classe I. Plusieurs groupes d'astronomes étudient intensivement cet objet, en raison de sa taille équivalente au Soleil. Leurs études approfondies contribueront à comprendre la formation du système solaire et l'origine des planètes. Notamment, cette image présente exactement l'existence du disque protoplanétaire au centre. 

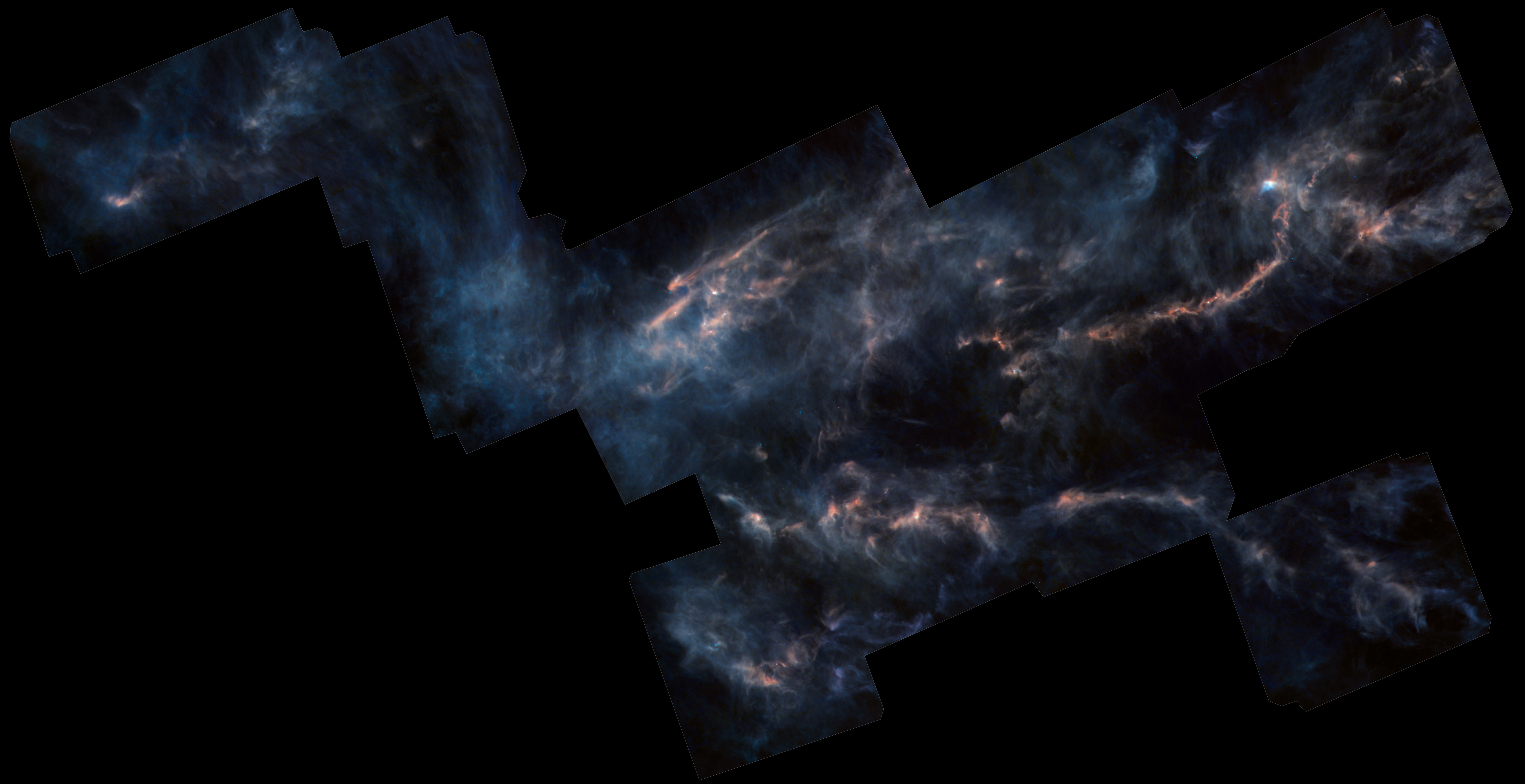
Image prise par le télescope spatial Herschel. En haut et à gauche, on observe le noyau de la nébuleuse L1544 auquel, pour la première fois, l'existence de l'eau fut découverte.

L'un des résultats obtenus par observation en infrarouge est celui du télescope spatial Herschel, fonctionné entre 2009 et 2013. Pour la première fois, il détecta l'existence de la vapeur d'eau dans ce nuage, à la nébuleuse L1544. La quantité d'eau, estimée par les scientifiques, serait plus de 2 000 fois supérieure à celle que tous les océans contiennent sur la Terre. 
D'autres protos-étoiles aussi restent invisibles, y compris IRAS04361+2547 et IRAS04365+2535 (ou TMC1A).

## Observation en spectre d'émission
Le nuage contient plusieurs molécules complexes telles des cyanopolyynes HCnN où n=3, 5, 7 et 9. Le découvert remonte en 1983. 
À partir des années 1970, les observations en spectre d'émission firent découvrir cette richesse, d'abord il s'agissait de celle de l'ammoniac NH3 (1989). L'étude fit apercevoir l'existence des noyaux compacts dans ce nuage.
La liste des composés organiques est assez longue. Il s'agit, en plus de cyanopolyynes, de CH3OH (méthanol), CH2O (méthanal), C18O, H2CCO (cétène), CH3CHO (acétaldéhyde), HCOOCH3 (formiate de méthyle), CH3OCH3 (méthoxyméthane), C3H2O (cyclopropénone), C34S, C2S (thioxoéthénylidène),. Les chercheurs profitent des observations sur le nuage du Taureau, surtout pour certains composés qui étaient inconnus auparavant, tels cyanopolyyne et thioxoéthénylidène. Une équipe de l'université de l'Arizona constatait en 2020 qu'au noyau de 31 nébuleuses du Taureau, le méthanol (CH3OH) se trouve 100% (31 sur 31) tandis que l'acétaldéhyde (CH3OCH3) 70% (22 sur 31).
En ce qui concerne la découverte la plus récente, ces scientifiques de l'Arizona, Samantha Scibelli et son professeur Yancy Shirley, conclurent en 2022, après avoir effectué plus de 700 heures d'observation à l'observatoire de Kitt Peak, que ces composés organiques se trouvent même avant la phase de formation de l'étoile, au contraire de ce que l'on considérait. C'est-à-dire, d'après la théorie traditionnelle, il faut de l'énergie pour former les moléculaires organiques. Pourtant, dans le nuage du Taureau, il existe ces composés même dans des noyaux très froids avant qu'ils ne deviennent assez chauds grâce à l'effet de la gravité. Ainsi, le méthanol existe dans le noyau de toutes 31 nébuleuses très froides, à l'état congelé.

## Observation en micro-ondes
En 2018, l'observation en micro-ondes permit de découvrir au moins trois régions où l'intensité de rayonnement est supérieure dans le nuage. Surtout, dans les régions auxquelles sont situées les nébuleuses L1527 IRS et L1495 IRS, on constate une immense intensité de micro-ondes. Or aucune théorie n'est encore établie pour expliquer ce phénomène, découvert en 1995 par le COBE.
En 2024, du cyanopyrène, de formule CN-C16H9, est découvert par spectroscopie rotationnelle dans le nuage TMC-1, où il représente jusqu'à 0,1 % du carbone total. C'est le plus grand HAP détecté à ce jour dans le milieu interstellaire. Les chercheurs détectent d'abord le 1-cyanopyrène, puis deux autres isomères, le 2- et le 4-cyanopyrènes.

## Sous-groupes
Le nuage moléculaire 1 du Taureau se compose des sous-groupes suivants :
- TMC 1A, une proto-étoile (IRAS 04365+2535)[25],[26] ;
- TMC 1B, une partie du nuage [27] ;
- TMC 1C, une nébuleuse obscure (Barnard 220) [28] ;
- TMC 1D, une partie du nuage [29] ;
- TMC 1E, une partie du nuage [30].

## Nuage dans la vague de Radcliffe (Observation en 3D)
Les chercheurs considéraient que ce nuage moléculaire serait situé dans la ceinture de Gould, ceinture hypothétique. Or, une équipe de l'université Harvard auprès du Radcliffe Institute for Advanced Study identifia, au lieu de cette dernière, une immense structure, nommée vague de Radcliffe (en anglais, « Radcliffe wave ») en raison de sa forme. Cette structure dans un bras spiral de la Voie lactée, si vaste, a un diamètre de 8 800 années-lumière,,.     

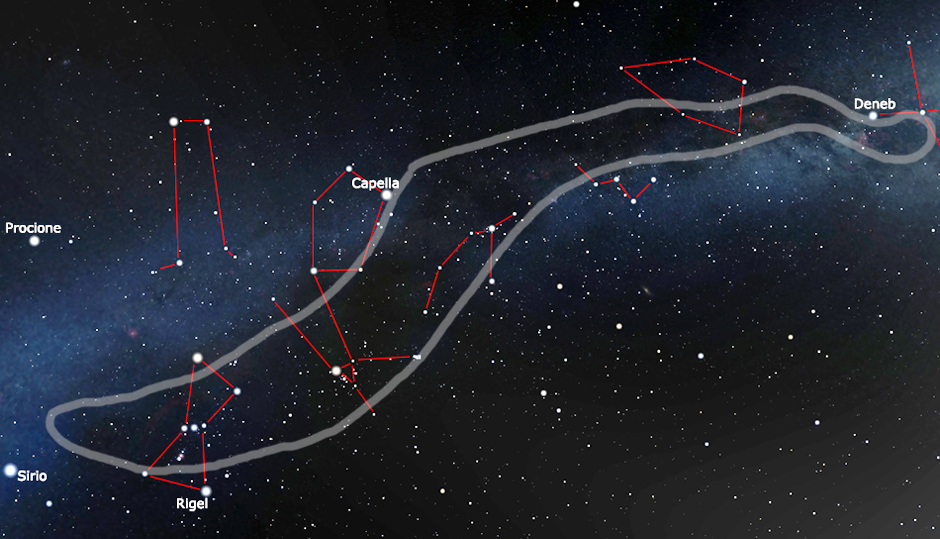
Vague de Radcliffe dans la Voie lactée. Pour les images détaillées en 3D, voir le site Surf The Radcliffe Wave de l'université Harvard.

Le nuage moléculaire du Taureau se trouve près du bras d'Orion (en jaune et proche du Soleil). Il s'agit d'une partie de la vaste vague de Radcliffe, récemment découverte. Plus précisément, c'est le bout d'une grande bulle, issue des supernovæ.

D'ailleurs, cette étude de l'université Harvard (2020) permit, avec certitude, de déterminer la distance du nuage. Cette dernière varie entre 120 et 160 parsec, car le nuage possède une dimension assez grande. D'où, la partie la plus proche du nuage est située à justement 400 années lumière à partir du système solaire.
À la suite de cette étude, qui s'illustre de sa précision de distance et de la technique en 3D, l'origine de ce nuage aussi fut identifiée en 2021. Une équipe du Harvard-Smithsonian Center for Astrophysics découvrit, à nouveau grâce à leur technique en 3D, que le nuage moléculaire du Taureau est une partie de la région, baptisée « Perseus-Taurus Shell » (enveloppe Persée-Taureau). Il s'agit d'une immense bulle en poussière interstellaire, et formée par l'explosion de plusieurs supernovæ il y a 22 millions années,,.

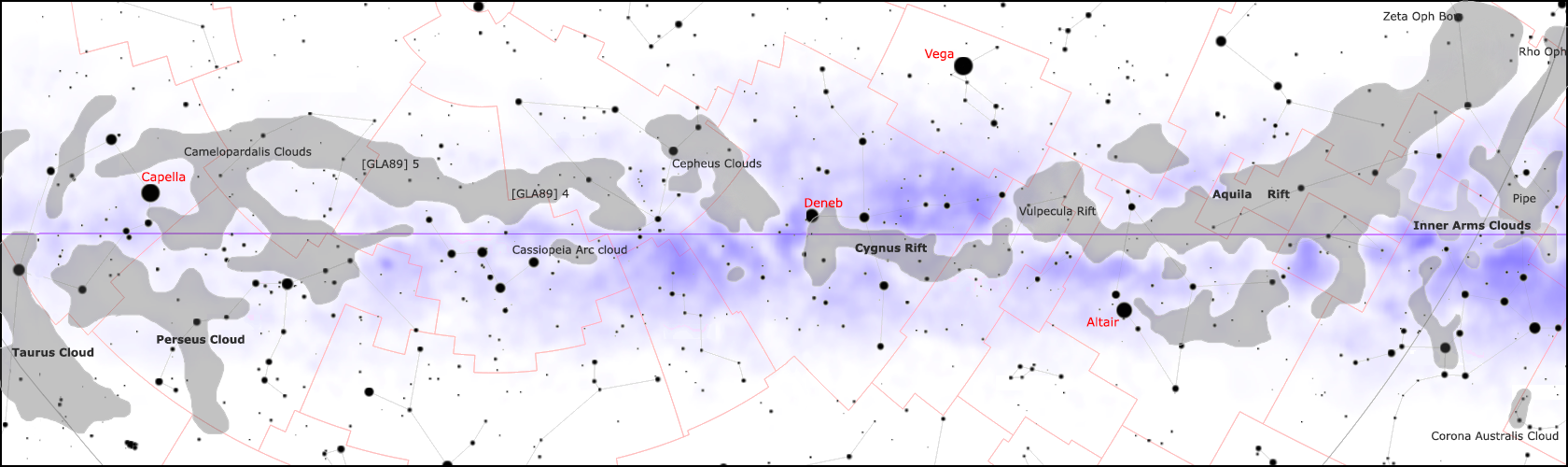
L'observation en 3D fit renouveler profondément la connaissance. À partir du Soleil, on voit le nuage de Taureau et celui de Persée (à gauche) dans la même direction. En fait, ces nuages sont situés, en 3D, sur les côtés opposés d'une vaste ceinture, issue des supernovæ.